# ماسایا نوزاکی
ماسایا نوزاکی (انگلیسی: Masaya Nozaki؛ زادهٔ ۳ اوت ۱۹۹۳) بازیکن فوتبال اهل ژاپن است.
از باشگاه‌هایی که در آن بازی کرده‌است می‌توان به باشگاه فوتبال اوراوا رد دیاموندز و باشگاه فوتبال آویسپا فوکوئوکا اشاره کرد.